# Населённые пункты Эстонии
Населённые пункты (эст. asula или asustusüksus) Эстонии — поселения или территориальные единицы в пределах муниципалитета. Группа населённых пунктов формирует волость с местной администрацией. Объединение нескольких волостей образует уезд.

## Виды населённых пунктов Эстонии
В Эстонии имеется 4 вида населённых пунктов:
- город (эст. linn asustusüksusena, англ. city) — город как населённый пункт;
- городской посёлок (эст. alev, англ. town);
- сельский посёлок (эст. alevik, англ. small town);
- деревня (эст. küla, англ. village)[1][2].

## Города
В общем случае городом как населённым пунктом в Эстонии является поселение с плотной застройкой и с числом постоянных жителей не менее 1000.
Термин город (эст. linn) с точки зрения административно-территориального деления Эстонии неоднозначен. Город как административная единица (эст. linn haldusüksusena) является муниципалитетом. По состоянию на 27 июня 2018 года (после проведения административно-территориальной реформы) в Эстонии насчитывалось 47 городов как населённых пунктов (из них 32 внутриволостных города) и в их числе 15 городов-муниципалитетов (город как самоуправление).

### Городские муниципалитеты
- Вильянди (Viljandi)
- Выру (Võru)
- Кейла (Keila)
- Кохтла-Ярве (Kohtla-Järve)
- Локса (Loksa)
- Маарду (Maardu)
- Нарва (Narva)
- Нарва-Йыэсуу (Narva-Jõesuu linn)
- Силламяэ (Sillamäe)
- Пайде (Paide linn)
- Пярну (Pärnu linn)
- Раквере (Rakvere)
- Таллин (Tallinn)
- Тарту (Tartu linn)
- Хаапсалу (Haapsalu linn)

Границы и названия 10 городов как населённых пунктов совпадают с границами и названиями муниципалитетов. Если границы города и одноимённого муниципалитета не совпадают, к названию муниципалитета добавляется слово linn; таких муниципалитетов 5. Соответственно, 5 городов Эстонии являются т.н. внутримуниципальными (эст. linnasisene linn), т.е. в этом случае единица самоуправления и населённый пункт — одноимённые, но границы населённого пункта не совпадают с границами самоуправления (муниципалитета).

### Внутримуниципальные города
- Хаапсалу (в составе муниципалитета Хаапсалу)
- Нарва-Йыэсуу (в составе муниципалитета Нарва-Йыэсуу)
- Пайде (в составе муниципалитета Пайде)
- Пярну (в составе муниципалитета Пярну)
- Тарту (в составе муниципалитета Тарту)

### Внутриволостные города
Внутриволостной город (эст. vallasisene linn, англ. city without municipal status) — город волостного подчинения, город без муниципального статуса. Таких городов в Эстонии 32:
- Абья-Палуоя (в составе волости Мульги)
- Антсла (в составе волости Антсла)
- Валга (в составе волости Валга)
- Выхма (в составе волости Пыхья-Сакала)
- Йыгева (в составе волости Йыгева)
- Йыхви (в составе волости Йыхви)
- Калласте (в составе волости Пейпсиээре)
- Каркси-Нуйа (в составе волости Мульги)
- Кехра (в составе волости Ания)
- Килинги-Нымме (в составе волости Саарде)
- Кивиыли (в составе волости Люганузе)
- Кунда (в составе волости Виру-Нигула)
- Курессааре (в составе волости Сааремаа)
- Кярдла (в составе волости Хийумаа)
- Лихула (в составе волости Ляэнеранна)
- Муствеэ (в составе волости Муствеэ)
- Мыйзакюла (в составе волости Мульги)

- Отепя (в составе волости Отепя)
- Палдиски (в составе волости Ляэне-Харью)
- Пыльтсамаа (в составе волости Пыльтсамаа)
- Пыльва (в составе волости Пыльва)
- Пюсси (в составе волости Люганузе)
- Рапла (в составе волости Рапла)
- Ряпина (в составе волости Ряпина)
- Сауэ (в составе волости Сауэ)
- Синди (в составе волости Тори)
- Сууре-Яани (в составе волости Пыхья-Сакала)
- Тамсалу (в составе волости Тапа)
- Тапа (в составе волости Тапа)
- Тырва (в составе волости Тырва)
- Тюри (в составе волости Тюри)
- Эльва (в составе волости Эльва)

## Городские посёлки
В общем случае городским посёлком в Эстонии является поселение с плотной застройкой и числом постоянных жителей не менее 1000. По состоянию на 10 июня 2019 года в Эстонии было 12 городских посёлков:
- Аэгвийду
- Вяндра
- Кийли
- Кохила
- Кохтла-Нымме
- Лавассааре
- Мярьямаа
- Пайкузе
- Пярну-Яагупи
- Тоотси
- Ярва-Яани
- Ярваканди

## Сельские посёлки
В общем случае сельский посёлок в Эстонии — это поселение с плотной застройкой и с числом постоянных жителей не менее 300. По состоянию на 10 июня 2019 года в Эстонии насчитывалось 188 сельских посёлков.

## Деревни
В общем случае деревня в Эстонии — это поселение с разбросанной застройкой и с числом постоянных жителей менее 300. По состоянию на 10 июня 2019 года в Эстонии было 4 455 деревень.